# Filpo Núñez
Nélson Ernesto Filpo Núñez (Buenos Aires, Argentina, 19 de agosto de 1920 — São Paulo, 6 de marzo de 1999),  o simplemente Filpo Núñez, fue un entrenador de fútbol argentino con una importante trayectoria en el fútbol brasilero. Conocido como "El Bandoneón", quedó en la historia como el entrenador símbolo de la "Academia", como fue conocido el Sociedade Esportiva Palmeiras en la década de 1960. Fue el técnico de Palmeiras cuando, representando a la selección de Brasil, venció a la selección uruguaya por 3 a 0. De esta manera, se convirtió en el segundo extranjero en dirigir la selección brasilera de fútbol en el año 1965. El primero había sido el portugués Jorge Gomes de Lima, en el año de 1944. 
En su juventud buscó jugar al fútbol profesionalmente sin destacarse demasiado. Comenzó a dirigir a Independiente Rivadavia de Mendoza. Llegó a dirigir clubes como Cruzeiro, Palmeiras, Vélez Sarsfield, Libertad, Monterrey, Sport Boys, entre otros.

## Palmarés

### Como entrenador

#### Torneos nacionales
| Título           | Club          | País     | Año     |
| ---------------- | ------------- | -------- | ------- |
| Segunda División | Carlos Concha | Perú     | 1953    |
| Copa de Portugal | Leixões       | Portugal | 1960–61 |

#### Torneos regionales
| Título               | Club      | Estados                    | Año  |
| -------------------- | --------- | -------------------------- | ---- |
| Torneo Río-São Paulo | Palmeiras | Río de Janeiro - São Paulo | 1965 |